# Marienlinde (Sulzberg)

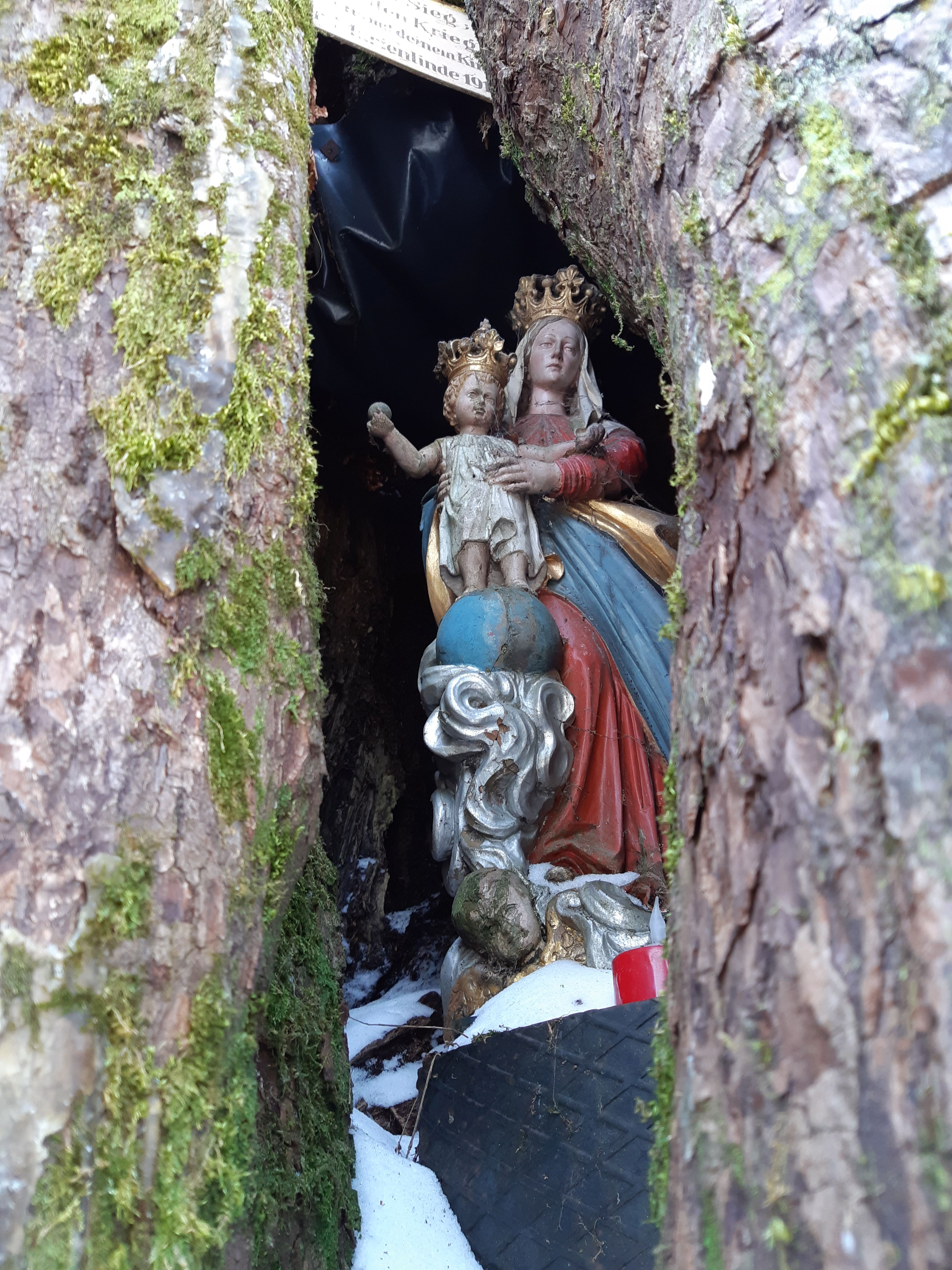
Die namensgebende Statue der Muttergottes mit Kind

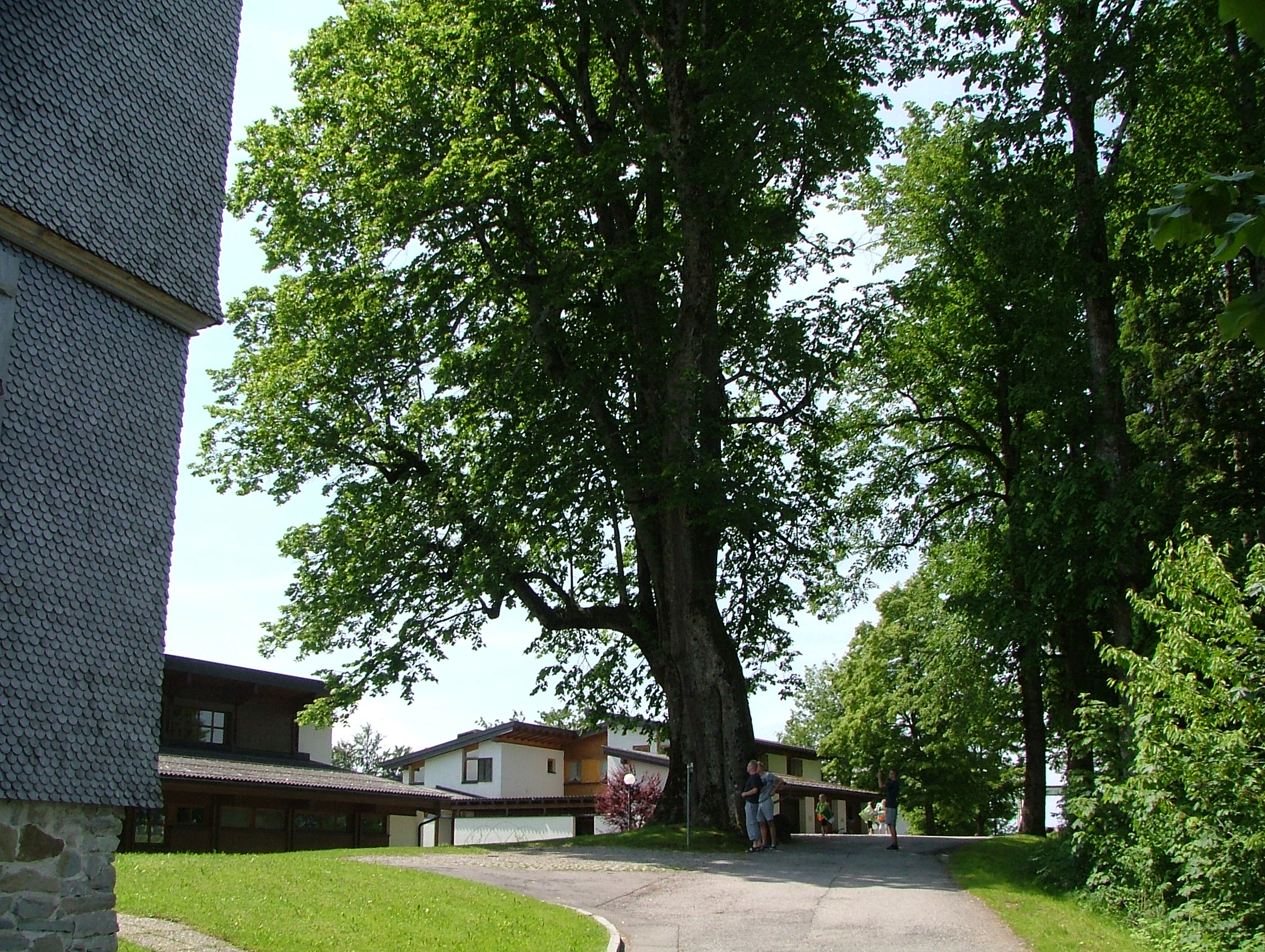
Die Linde 2013

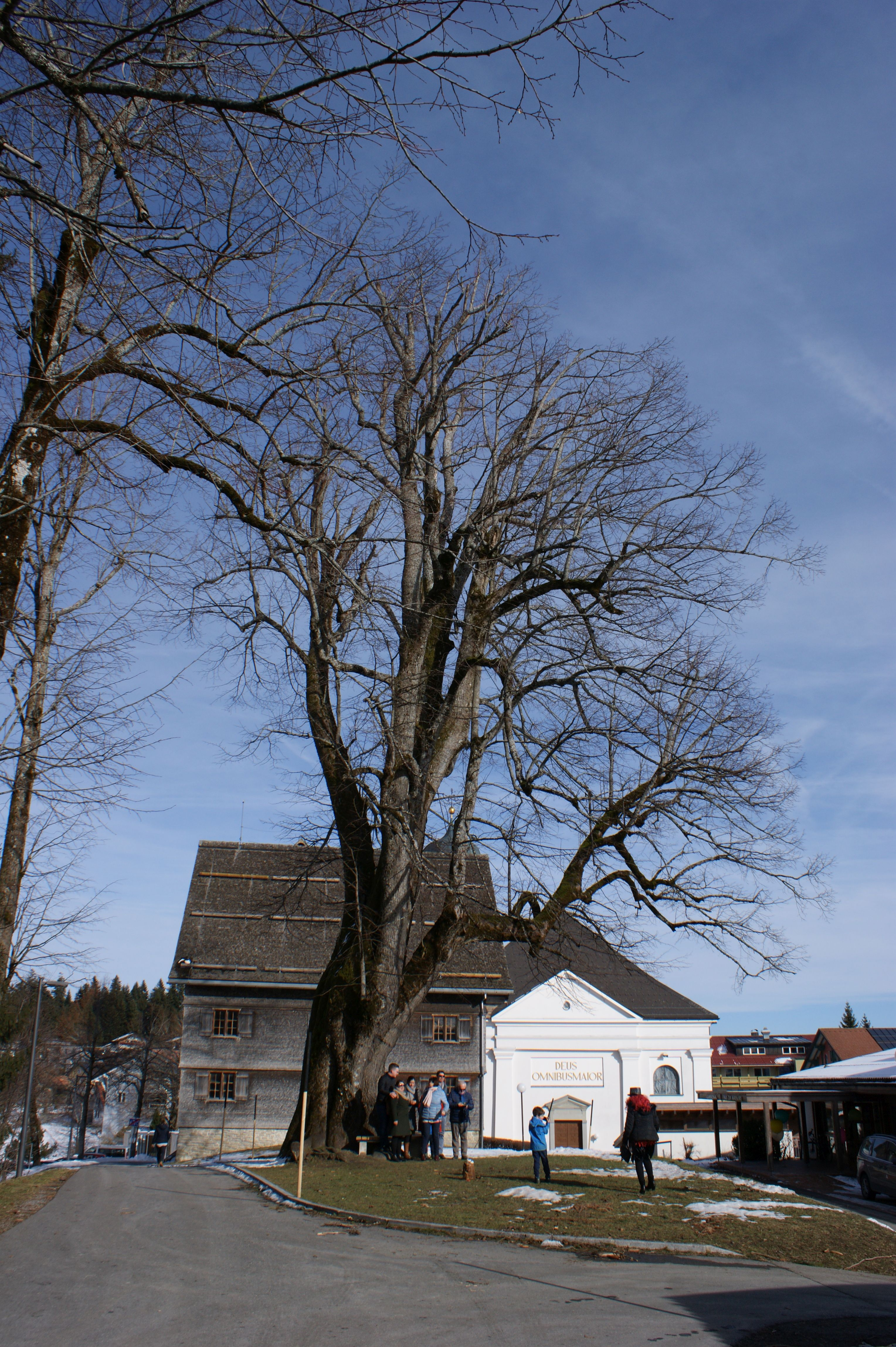
Die Linde im Februar 2020. Dahinter die Laurentius-Kirche

Das Naturdenkmal Marienlinde befindet sich in der Gemeinde Sulzberg im Bregenzerwald, Vorarlberg, Österreich. Es handelt sich bei der Marienlinde um eine Linde (Tilia), bei der in einer Höhlung eine Statue der Muttergottes mit dem Jesuskind steht. Die Linde steht unter Naturschutz (Listeneintrag).

## Lage
Die Linde befindet sich im Dorfzentrum auf etwa 1017 m ü. A. im Südwesten hinter der Pfarrkirche hl Laurentius. Nordostwärts etwa 20 Meter neben der Linde steht der alte Pfarrhof, südostwärts rund 20 Meter entfernt das Haus zur Marienlinde (Laurenzisaal Sulzberg).

## Geschichte
Die Linde soll etwa 400 bis 500 Jahre alt sein. Die Höhlung in der sich die Statue befindet, soll schon lange bestehen. Die Marienstatue befindet sich seit dem Ersten Weltkrieg in der Höhlung des Stamms der Linde. Auf einer rechteckigen beigefarbigen Plakette oberhalb der Statue ist ein Sinnspruch in schwarzer Schrift angeführt:
Maria vom Sieg;

beende den Krieg

u. segne uns mit deinem Kinde

aus der Marienlinde 1916
Auf einer weiteren, runden, Plakette darüber  steht auf mittelbraunem Grund in weißer Schrift: Die Marien Linde.
Der Baum musste aufwendig saniert werden, um die Standfestigkeit weiterhin zu gewährleisten.

## Abmessungen der Linde
Der Baum ist etwa 35 Meter hoch und hat einen Stammumfang von mehr als 5 Meter. Ab einer Stammhöhe von etwa 5 Meter verzweigt sich der Baum zu einer rund 30 Meter breiten Krone. Der Baumstamm im Gesamten neigt sich etwa 15° aus der Lotrechten in Richtung Südosten und auch die Baumkrone folgt dieser Neigung weitgehend.